# Formación Twin Mountains
La Formación Twin Mountains, está formada por rocas sedimentarias , dentro del Grupo Trinity, en Texas Estados Unidos. Es una formación de origen  continental perteneciente al Aptiense-Albiense, (Cretácico superior), y es notable por sus fósiles de dinosaurios. Estos incluyen al gran predador terópodo Acrocanthosaurus, el saurópodo Paluxysaurus, y al ornitópodo Tenontosaurus.

La formación fue definida por Fisher y Rodda en 1966.